# Комановський Орест Львович
О́рест Богда́н Льво́вич Комано́вський («Клим», «Орко»; *3 квітня 1923, м. Тлумач Івано-Франківського р-ну Івано-Франківської обл. — †29 квітня 1948, біля с. Буківна Івано-Франківського р-ну Івано-Франківської обл.) — лицар Срібного хреста заслуги УПА.

## Життєпис
Народився в сім'ї вчителя Льва Комановського і вчительської доньки Стефанії Теодорівни Прокопів.
Навчався в українській гімназії в місті Станиславові.
Член ОУН із 1940 р. Співробітник референтури СБ Тлумацького повітового/надрайонного (1944—1945), референт СБ Отинійського районного (1946-04.1948) проводів ОУН. Загинув, натрапивши на засідку військово-чекістської групи. Відзначений Срібним хрестом заслуги (6.06.1948).